# 1940–1941-es magyar női kosárlabda-bajnokság
Az 1940–1941-es magyar női kosárlabda-bajnokság a negyedik magyar női kosárlabda-bajnokság volt. Nyolc csapat indult el, a csapatok két kört játszottak. Azonos pontszám esetén érmes helyezésnél helyosztó meccset játszottak, egyébként holtverseny volt.

## Tabella
| #    | Csapat                   | M  | Gy | V | K+  | K-  | P  | Megjegyzés   |
| ---- | ------------------------ | -- | -- | - | --- | --- | -- | ------------ |
| 1.   | Gamma SE                 | 10 | 8  | 2 | 225 | 133 | 16 |              |
| 2.   | Testnevelési Főiskola SC | 10 | 7  | 3 | 273 | 223 | 14 |              |
| 3.   | BEAC                     | 10 | 7  | 3 | 300 | 201 | 14 |              |
| 4.   | BSzKRt SE                | 10 | 6  | 4 | 250 | 203 | 12 |              |
| 5-6. | BBTE                     | 10 | 1  | 9 | 169 | 318 | 2  |              |
| 5-6. | MAFC                     | 10 | 1  | 9 | 154 | 293 | 2  |              |
| -    | Weiss Manfréd TK         | -  | -  | - | -   | -   | -  | Visszalépett |
| -    | Koszorú X.               | -  | -  | - | -   | -   | -  | Visszalépett |

* M: Mérkőzés Gy: Győzelem V: Vereség K+: Dobott kosár K-: Kapott kosár P: Pont

## Helyosztó mérkőzés
2. helyért: TFSC-BEAC győz TFSC

## II. osztály
1. TFSC 14, 2. BSzKRt SE 12, 3. BBTE 6, 4. BEAC 4, 5. Koszorú XI. 2 pont. Olympia DNSE, Nemzeti TE és Koszorú Kispest visszalépett.